# North Sunderland
North Sunderland est un village de pêcheurs situé sur la côte du Northumberland, en Angleterre, et à proximité de Seahouses. La population de la paroisse civile était de 1 803 habitants au recensement de 2001, pour passer à 1 959 habitants au recensement de 2011.

## Étymologie
Le toponyme North Sunderland est d'origine vieil-anglaise et se compose des éléments sūðer « sud » et land « terre », d'où « terre méridionale ». Son étymologie est similaire à celle de la région de Sutherland, en Écosse, mais différente de celle de la ville anglaise de Sunderland, à une centaine de kilomètres au sud.

## Histoire
Historiquement, le village intérieur de North Sunderland a connu une croissance significative lorsqu’un port s’est développé sur la côte voisine. Des maisons ont été construites, en particulier dans le cadre de la pêche au hareng. La croissance de la communauté s’est concentrée autour de ces maisons de mer, pour finalement être reconnue sous le nom de Seahouses. Dans la pratique, il n’y a pas de frontière reconnaissable entre les deux.

## Gouvernance
North Sunderland et Seahouses sont au sein de la paroisse civile de North Sunderland et la division électorale du Conseil du comté de Northumberland de Bamburgh, La circonscription parlementaire est Berwick-upon-Tweed, représenté par la députée Anne-Marie Trevelyan (conservateur).